# Nåtö strömmen
Nåtö strömmen är  ett sund i Lemland på Åland. Nåtö strömmen skiljer öarna Styrsö i norr och Nåtö i söder. Sundet är 2,5 meter djupt och korsas av väg 30 med hjälp av vägbankar, skäret Rödgrund och en bro.